# Bertha Vyver
Bertha Vyver (11 de junio de 1854 - 20 de noviembre de 1941), de nacimiento Bertha Amelia Adriana Francisca van der Vyver,  fue una escritora escocesa que fue la cuidadora del poeta escocés Charles Mackay y pareja de la escritora británica Marie Corelli. Desde 1875 hasta la muerte del poeta en 1889, Vyver se ocupó de la casa y cuidó a Mackay. Finalizado su tiempo de cuidadora, Vyver apoyó a Corelli en su carrera como escritora. Cuando Corelli murió, Vyver se convirtió en albacea de su patrimonio literario y escribió su biografía.

## Primeros años de vida
Fue una de las tres hijas de la francesa Pauline Maria Josephine Francisca y el holandés Alphonso Peter Francisco Adrian van der Vyver, que se casaron en Jersey en 1850 y poco después se mudaron a Inglaterra, instalándose en Lambeth donde nacieron sus hijas Paulina Bertha Laura, Bertha y Adriana Francisca "Ada".
Conocido en Inglaterra como Peter Francis Adrian Vander Vyver, el padre era un hombre de negocios fracasado que se declaró en quiebra varias veces y se ganaba la vida vendiendo títulos hereditarios falsos. Así, extendió el título de Conde y Condesa a él y a su esposa, pero cuando su hija Paulina se casó con un verdadero conde español, Vander Vyver se negó a asistir a la boda.
En 1856, el padre informó a su esposa que su matrimonio no había sido legal y se volvieron a casar en St George's, Hanover Square. Tres años después, la condesa, como se la conocía, se mudó a Glasgow con las niñas mientras el padre montaba otro negocio que fracasaba.  La condesa solicitó el divorcio en Escocia en 1860, lo que fue impugnado por Vander Vyver alegando que la pareja era holandesa y no podía divorciarse según la ley escocesa. A partir de entonces vivieron separados y la madre regresó a Londres con sus hijas.
Allí establecieron su hogar en el número 7 de Cleveland Terrace, viviendo muy cerca de Minnie Mackay, que se convertiría en amiga y compañera de toda la vida de Bertha Vyver. Mackay, que ganaría fama como Marie Corelli, era hija ilegítima de Charles Mackay. En la década de 1860, las dos niñas asistieron juntas a una escuela monástica en París.

## Trayectoria
En 1875, la madre de Corelli enfermó gravemente y no pudo seguir encargándose del mantenimiento de la casa de los Mackay. La madre de Vyver sugirió que su hija asumiera el puesto de cuidadora y se mudó con ellos. Las finanzas del hogar eran difíciles, ya que la pensión de Mackay de 100 libras esterlinas al año y los ingresos que recibía Vyver eran las únicas fuentes de ingresos. A medida que la salud de Mackay empeoraba, las dos mujeres y él se mudaron más cerca de las instalaciones médicas, transladándose a Kensington en 1883. Mackay quedó semiparalizado debido a un derrame cerebral severo y Vyver prácticamente no podía moverse de su lado. Además de cuidar a Mackay, Vyver se dedicó a la fotografía, aunque pocas de sus imágenes han sobrevivido. Mientras tanto, Minnie Mackay se inventó una nueva identidad: la escritora veneciana Marie Corelli.
Cuando el poeta Mackay murió en 1889, Vyver viajó con Corelli a Eastbourne para pasar unos días de respiro. Poco después de regresar a casa, se enteraron de que su madre se estaba muriendo y ambas estuvieron con ella hasta su fallecimiento. A partir de ese momento, Vyver tuvo la libertad de viajar con Corelli y alentarla a escribir. En 1901, se mudaron a una casa en Stratford-upon-Avon llamada Mason Croft en Church Street, que actualmente es propiedad del Instituto Shakespeare de la Universidad de Birmingham.
Corelli le dedicó varios libros. Vivieron juntas como pareja durante 40 años, hasta 1924, año en el que Corelli murió. De acuerdo con su testamento, dejó todo lo que poseía a Vyver.

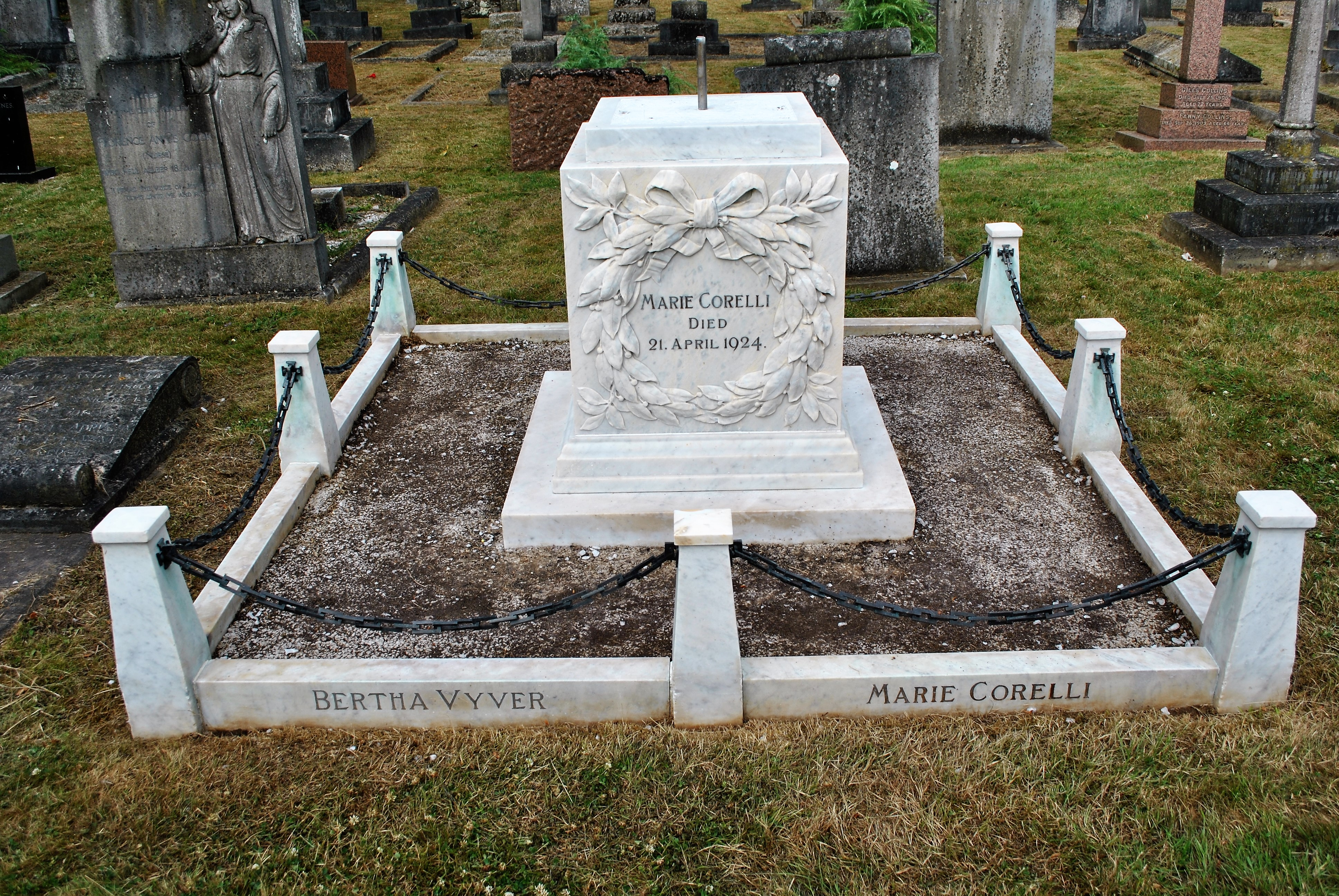
Tumba conjunta de Marie Corelli y Bertha van der Vyver, cementerio de Evesham Road, Stratford-upon-Avon

## Últimos años
Vyver continuó manteniendo la casa en Stratford-upon-Avon. Como albacea literaria, publicó la Open Confession de Corelli al año siguiente de la muerte de la escritora. Años más tarde, en 1930, Vyver escribió Memoirs of Marie Corelli.
Las dos mujeres están enterradas juntas en el cementerio de Evesham Road, Stratford-upon-Avon.